# Перрен де Преси, Луи Франсуа
Луи Франсуа Перрен де Преси (14 января 1742, Анзи-ле-Дюк, современный департамент Сона и Луара — 25 августа 1820, Марсиньи, там же) — французский аристократ, военачальник-роялист, один из руководителей обороны Лиона от республиканцев в 1793 году.

## Биография

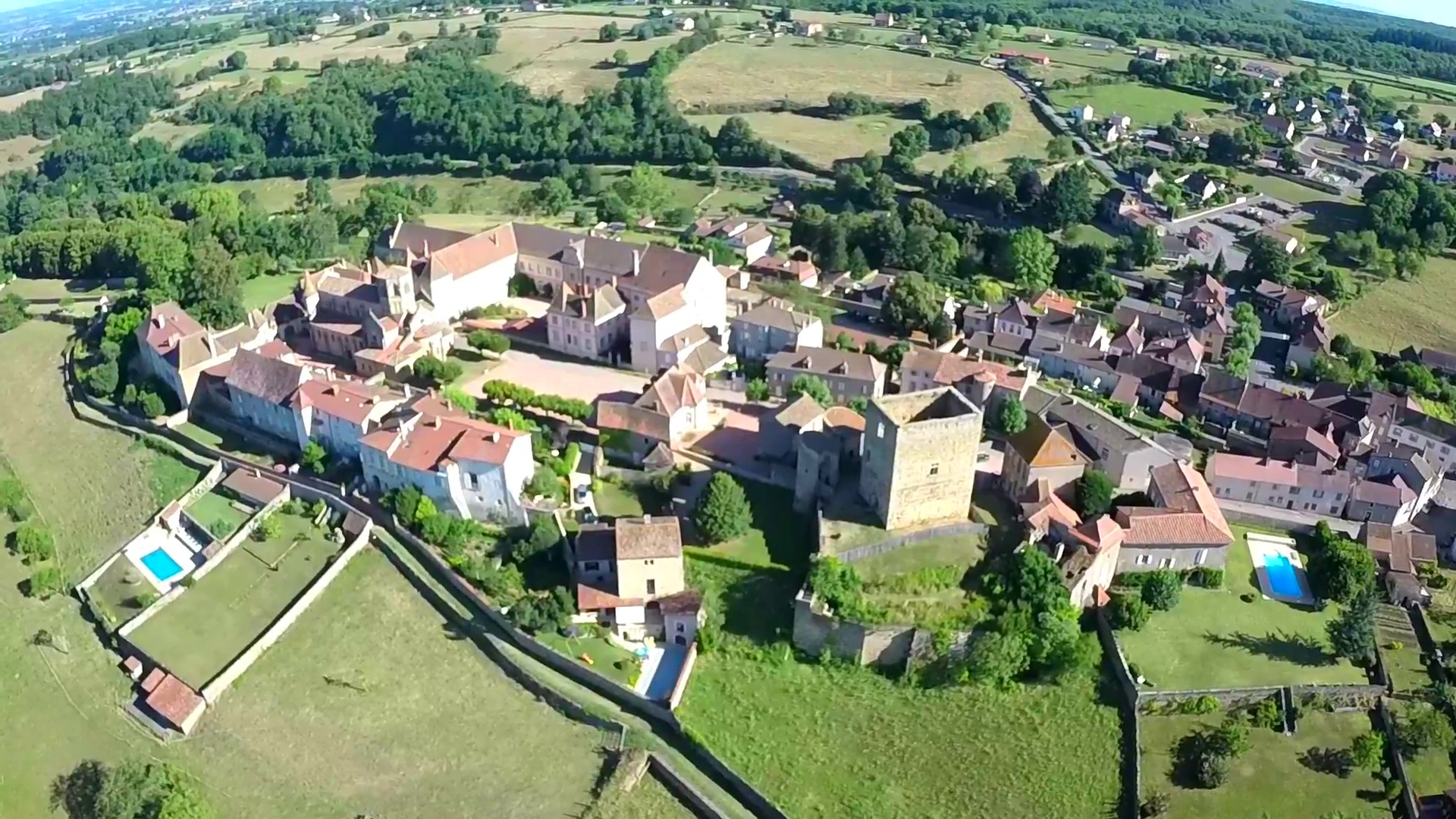
Современный вид городка Семюр-ан-Брионне, где прошло детство Луи Франсуа Перрена

Семейство Преси происходило из Дофине, Бургундия, откуда эмигрировало в XVI веке в результате событий религиозных войн. Отец Перрена, Луи Франсуа Перрен, скончался в 1748 году, когда его сыну было только шесть лет.
Мать, Маргарита, урождённая Марке де Фарс, воспитала сына одна. Из крошечного старинного городка Анзи-ле-Дюк, где и сегодня насчитывается меньше 500 жителей, мать с детьми переехала в городок Семюр-ан-Брионне, который считался центром цивилизации, так как был примерно в десять раз больше. Детство мальчика проходило среди живописных, покрытых черепицей средневековых каменных построек, окружённых полями и перелесками центральной Франции. Но когда Луи Франсуа исполнилось 12, вслед за отцом скончалась и его мать. Его дядя по матери согласился взять мальчика к себе, записав его в полк, которым он командовал.
В 1755 году печальный, посерьёзневший и повзрослевший Луи Франсуа прибыл в Валансьен и поступил в Пикардийский полк, где обучался ремеслу солдата.

## Военная карьера

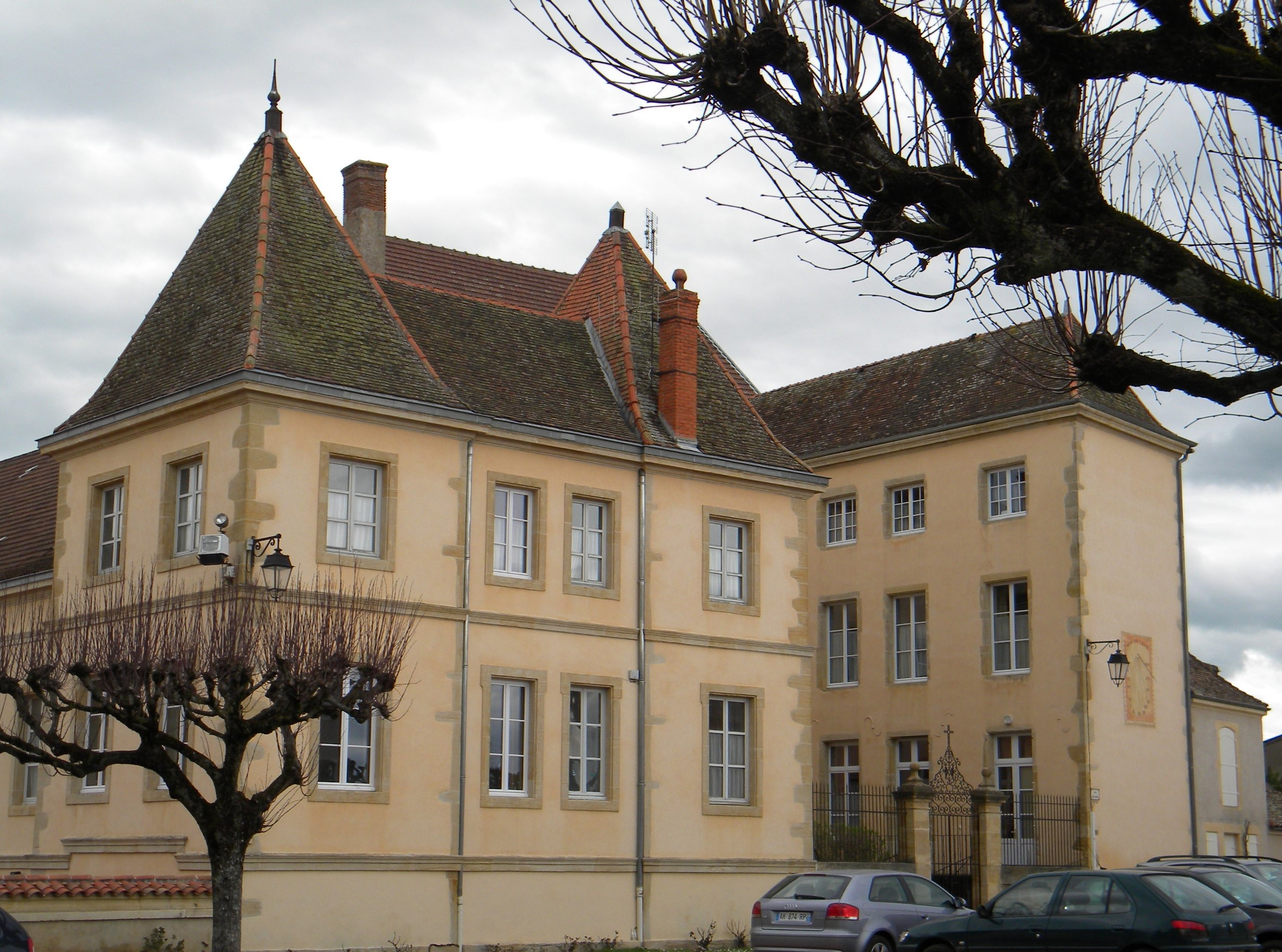
Особняк семьи Преси в Семюр-ан-Брионне

Разумеется, имея в полковниках родного дядю, пробыть долго солдатом подростку не удалось. Уже в 16 лет, с гордостью нацепив мундир лейтенанта, он командует солдатами куда старше его по возрасту в походах и боях Семилетней войны. Тем не менее, французская королевская армия не знала недостатка в офицерах, и потому дальнейшая карьера юноши продвигалась медленно. Только в 1774 году (в 32 года) он, наконец, капитан. В том же году Луи Франсуа Перрен участвовал под началом графа Нарбонн-Фрислара в подавлении направленного против Франции восстания на Корсике. Попытка корсиканцев под руководством Паоли достичь независимости была жестоко подавлена, а Паоли и его сторонники, включая Карло Буонапарте, побеждены.
В 1785 году став подполковником, в 1788 году Луи Франсуа Перрен принял командование полком Вогезских егерей. В 1791 году Перрен де Пресси получил от короля Людовика XVI предложение перевестись подполковником в Конституционную гвардию — престижное военное формирование, предназначенное для охраны короля с тех пор, как революционное правительство распустило куда более многочисленную Королевскую гвардию Старой Франции. Однако вскоре после этого Конституционная гвардия, просуществовав всего несколько месяцев, в свою очередь была распущена, и оставшийся без должности Перрен де Преси удалился в Брионне, где прошло его детство.

## Оборона Лиона
В Париже в 1793 году якобинцы уничтожили жирондистов. В Лионе, крупнейшем городе центральной Франции, умеренные уничтожили якобинцев. 16 июля был гильотинирован лидер якобинцев Лиона Шальер. Контролируемый якобинцами Национальный конвент потребовал отмщения. К Лиону была направлена армия под командованием генерала Келлермана, героя битвы при Вальми. Однако Лион, неожиданно для наступающих, рассчитывавших навести «революционный порядок» в городе быстро, решился сопротивляться. Делегация лионцев отправилась в Брионне к Перенну де Пресси, которого они знали по тем временам, когда его полк стоял гарнизоном в городе, чтобы предложить ему возглавить вооружённые силы Лиона.

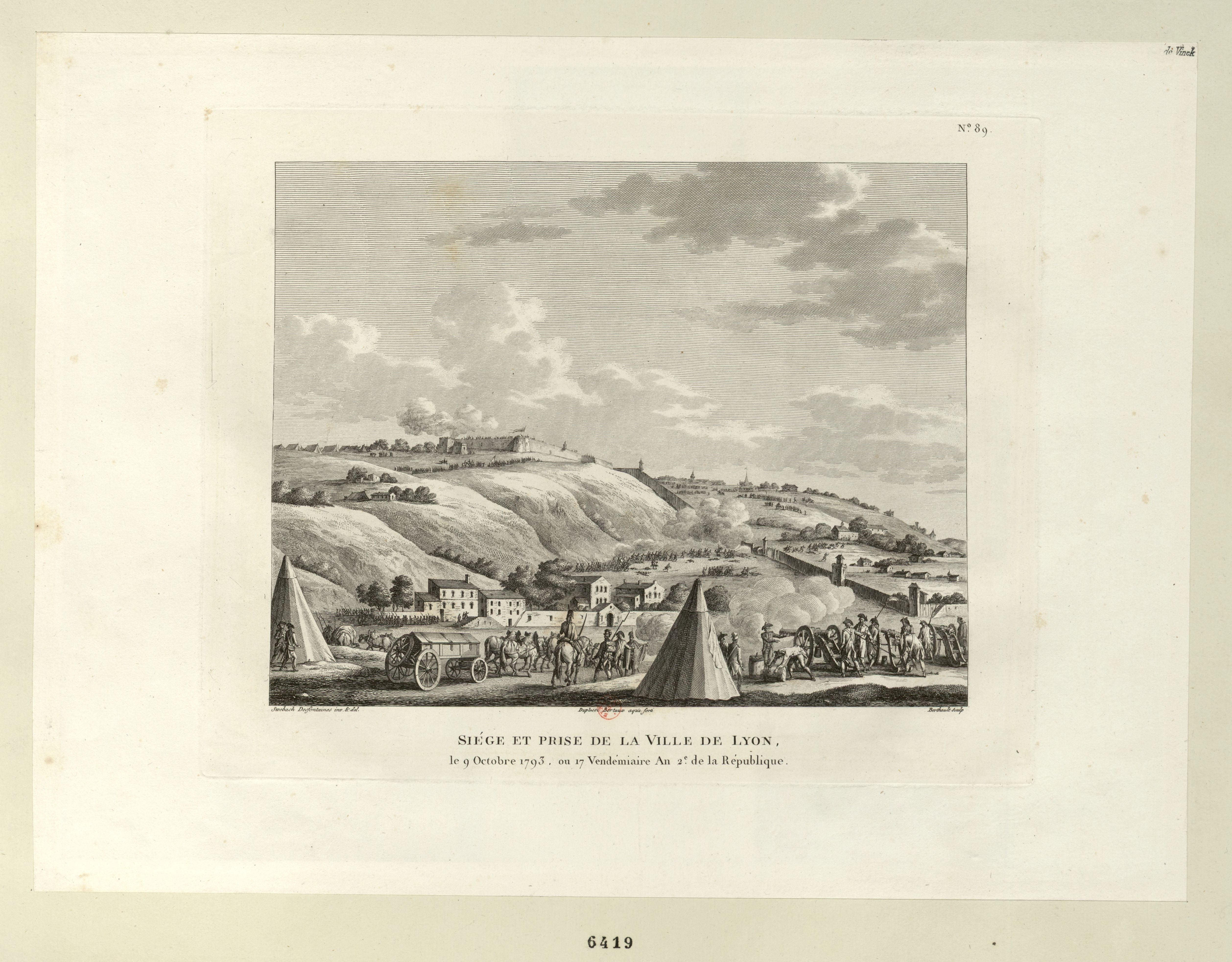
Осада Лиона

Перрен де Преси спросил делегатов «Вы хорошо подумали обо всех последствиях войны против Конвента? Думали ли вы о жертвах, которые вам придётся понести, чтобы вести неравную борьбу? Представляете ли вы, что такое гражданская война?». Только убедившись в решимости лионцев, Перрен де Преси дал согласие возглавить их.
О событиях осады он много позже, уже будучи генералом, вспоминал так: «Огромный город, без укреплений, защищённый только мужеством жителей, лишённый всего, что необходимо для обороны, выдерживал осаду в течение семидесяти трёх дней, в ходе которой наш непримиримый враг не стеснялся  использовать все самые одиозные и разрушительные средства: огонь, артиллерийские бомбардировки, клевету, измену, вероломство; имея в своём распоряжении армию от пятидесяти до шестидесяти тысяч человек, две трети из которых были обучены, вооружены, хорошо снабжены продовольствием и боеприпасами любого рода, с подразделениями военных инженеров, грозной артиллерией и крупными кавалерийскими силами, наш противник был уверен в своём успехе».
Ядра артиллерийских батарей Конвента день за днём сыпались на город.  Келлермана, который явно жалел лионцев и не желал действовать решительно, сменил генерал Франсуа Амадей Доппе, который, помимо успешной военной карьеры, был известен, как исследователь афродизиаков и пропагандист сексуальных свобод. Под началом революционно настроенного начальника осаждающие усилили натиск на город. 29 сентября пал форт Сен-Фой, однако Перрену де Преси удалось провести кавалерийскую контратаку и отразить армию Конвента на мосту Мулатьер. Тем не менее, несмотря на удивительно ожесточённое сопротивление, Лион в конце концов пал, а его городские власти Лиона подписали капитуляцию 9 октября 1793 года. В этот же день Перрен де Преси, не желая сдаваться в плен, и не ожидая сочувствия от противников, во главе отряда из 1000 пехотинцев и 200 кавалеристов покинул город. За колонной Преси были посланы многочисленные регулярные войска, которые рассеяли её в схватках на просёлочных дорогах. Только около 50 человек, в том числе сам Перрен, сумели выжить, скрываясь у местных крестьян в Божоле и Форезе. Только в 1795 году Перрену де Пресси удалось тайно покинуть Францию и отправиться в Швейцарию и далее в Турин.
Оставшиеся в Лионе солдаты и мирные жители, тем временем, подверглись жестоким репрессиям, руководимым Кутоном и Фуше.

## Иммиграция
В Турине Перрен де Преси встретился с королём Людовиком XVIII, который пожаловал ему чин лагерного маршала (марешаль де камп, фактически, аналог бригадира). 25 мая 1797 года он женился в Швейцарии на  Жанне-Мари Шаванн, вдове некоего Перрена де Ноайля. 

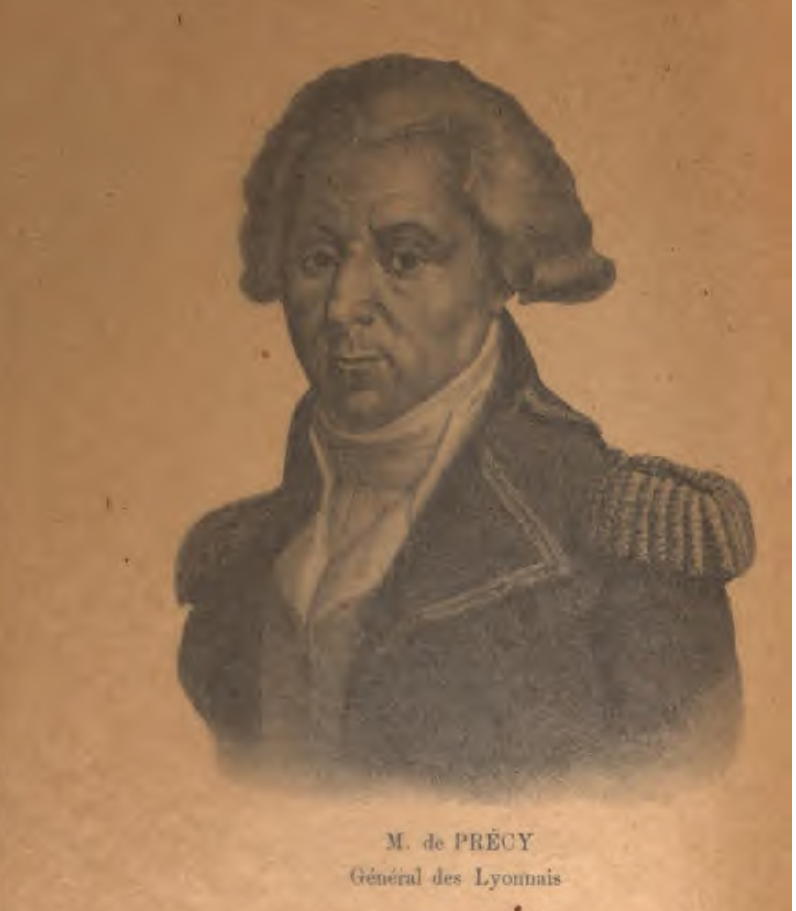
Гравированный портрет Перрена де Преси

Судьба французских эмигрантов была не лёгкой. Они проживали в то время в различных странах, из которых им то приходиться бежать при наступлении французских войск, то их высылали оттуда договорённости местного и французского правительств. Перрен де Пресси жил в Швейцарии, Вене, Аугсбурге, Байрейте. Его положение осложнялось тем, что он был личным врагом палача Лиона Жозефа Фуше, который стал при Наполеоне министром полиции и наводнил всю Европу своими шпионами.
Тем не менее, императорским указом от 30 ноября 1811 года Перрену де Преси было разрешено вернуться во Францию. Городом проживания ему был назначен Дижон, откуда позже он получил разрешение перебраться в родной Брионне. Его заключённый за пределами Франции брак был признан французским правительством законным, а рождённая в браке дочь — законным ребёнком. В Брионне Перрен де Преси жил спокойно и тихо, не занимаясь политикой. Однако падение Первой империи в 1814 году и возвращение Людовика XVIII во Францию побудили 72-летнего военачальника явиться в Париж и предложить свои услуги королю.
Тронутый его преданностью король произвёл Перрена де Преси в генерал-лейтенанты и назначил его начальником городской Национальной гвардии Лиона. Эту гвардию Перрен де Преси нашёл очень слабой, но он не имел времени на исправление её недостатков, потому что уже в 1815 году Наполеон, покинув Эльбу, высадился на юге Франции. 1 марта он въезжает в Канны. Перрен де Преси планирует остановить его в Лионе, однако город изменился за 20 лет, а войска не желают стрелять в войска императора. Не встретив никакого сопротивления, Наполеон, сопровождаемый громом оваций, въехал в Лион. После этого Перрен де Преси был оставлен от должности и был отправлен под полицейский надзор в городок Марсиньи. После битвы при Ватерлоо вернувшийся король не пожелал вернуть его на службу, так как ожидал  большего от обороны Лиона (хотя сам при первых признаках опасности бежал из Парижа в Гент).
Генерал-лейтенант Луи Франсуа Перрен де Преси скончался в 1820 году, в возрасте 78 лет в Марсиньи. Торжественное прощание с ним состоялось в кафедральном соборе Лиона.